# Partition (canção)
"Partition" é uma canção da cantora norte-americana Beyoncé Knowles, gravada para o seu quinto álbum de estúdio Beyoncé. Foi composta pela própria com o auxílio de Terius Nash, Justin Timberlake, Timothy Mosley, Jerome Harmon, Dwane Weir e Mike Dean, sendo que a sua produção ficou a cargo de Timbaland, Harmon, Timberlake, Beyoncé, Key Wane, Dean e Boots. A música foi enviada para as rádios urbanas em 25 de fevereiro de 2014 através da Columbia Records, servindo como terceiro single do disco. A faixa é composta por duas partes "Yoncé" e "Partition", sendo que a última, musicalmente, deriva dos estilos hip-hop e dancehall.

## Desempenho nas tabelas musicais

### Posições
| Tabela musical (2014)                        | Melhor posição |
| -------------------------------------------- | -------------- |
| Bélgica - Ultratip (Flandres)                | 2              |
| Estados Unidos - Billboard Hot 100           | 23             |
| Estados Unidos - Billboard R&B/Hip-Hop Songs | 9              |
| Estados Unidos - Hot Dance Club Songs        | 1              |
| Irlanda - IRMA                               | 57             |
| Reino Unido - UK Singles Chart               | 74             |
| Reino Unido - UK R&B Singles Chart           | 15             |

## Créditos
Todo o processo de elaboração atribui os seguintes créditos pessoais:

### Canção
- Beyoncé Knowles - vocalista principal, composição, produção, produção vocal
- The-Dream - composição, vocais de apoio;
- Justin Timberlake - composição, produção, vocais de apoio;
- Timbaland - composição, produção;
- Jerome Harmon - composição, produção;
- Dwane Weir - composição, produção;
- Mike Dean - composição, produção adicional;
- Key Wane - produção;
- Boots - produção adicional;
- Stuart White – gravação, mistura;
- Chris Godbey, Ann Mincieli, Bart Schoudel - gravação;
- Ramon Rivas - engenharia;
  - Matt Weber - assistência;
- Niles Hollowell-Dhar - sons de sintetizador adicionais;
- Derek Dixie - sons de sintetizador adicionais, consulta de mistura;
- Tony Maserati – mistura;
- Chris Tabron, Matt Wiggers, Justin Hergett – assistência de engenharia de mistura;
- Tom Coyne, Aya Merrill – masterização.

## Outras Versões

### Minaj
A drag-queen brasileira Pabllo Vittar lançou uma versão da canção em língua portuguesa chamada Minaj para seu EP de estreia Open Bar.